# Leo Huberman
Leo Huberman (Newark, 17 de outubro de 1903 — Paris, 9 de novembro de 1968) foi um jornalista e escritor marxista norte-americano.
Em 1949, fundou e co-editou a revista Monthly Review com Paul Sweezy.
Sua obra mais conhecida, "A História da Riqueza do Homem" ("Man's Worldly Goods"), foi publicada em 1936 após pesquisa realizada na Faculdade de Economia de Londres. Dois anos depois foi nomeado chefe do Departamento de Ciências Sociais do New College da Universidade Columbia; foi também editor laboral do jornal PM; e autor de livros de história populares Man’s Worldly Goods e We, The People.

## Obras
- Cuba: A revolution revisited
- Vietnam: The Endless War
- Socialism in Cuba
- The labor spy racket (Civil liberties in American history)
- Introduction to Socialism
- Cuba: anatomy of a revolution
- We, the People the Drama of America
- Man's Worldly Goods: The Story of The Wealth of Nations
- The cultural revolution in China: A socialist analysis
- Notes on left propaganda: How to spread the word
- Revolution and counterrevolution in the Dominican Republic: Why the U.S. invaded
- The truth about socialism
- The truth about unions
- There is a man interned in a prison as a "dangerous enemy alien"